# Club Octavio Espinosa
El  Club Octavio Espinosa es un club de fútbol del Perú, con sede en la ciudad de Ica en la región de Ica. Fue fundado el 21 de mayo de 1923 y actualmente participa en la Copa Perú.
El club cuenta con un gran número de aficionados en todo el departamento de Ica. Es, indiscutiblemente, el equipo más grande de la ciudad de Ica, por la hinchada que convoca y por la vigencia que tuvo en la máxima categoría. Participó durante 14 temporadas en la Primera División y en la tabla histórica del fútbol peruano se ubica en el trigésimo puesto  por campañas regulares.
El club tiene como su histórico rival al Sport San Martín, con quien comparte un tradicional encuentro, conocido como el Clásico Iqueño.

## Historia

### Fundación
A inicios de siglo XX, en la actual Calle Paita, en la parte norte del centro de Ica, se llamaba Malambito. Era un conjunto de casas predominantemente tipo chozas, de material noble; una zona de gente morena y humilde. Allí un 21 de mayo de 1923, en la casa de la familia Arias, sita en el Callejón de Villagarcía, se celebró la primera sesión para fundar un club que identificara a la zona. Por sugerencia de Bartolomé Apéstegui, se decidió entonces tomar el nombre del Aviador Octavio Espinosa. Doña Justa Arias, patrona familiar, fue la encargada de lavar las camisetas, que desde el primer día adoptaron el color rojo.
Entre los fundadores del club estuvieron vecinos de la actual calle Paita como Cornelio Fuentes Cordero, uno de los primeros porteros del El Solitario del Sur, y además padre de Félix, quien fuera zaguero de Alianza Lima y además padre a su vez de Luisa Fuentes, la ex voleibolista. También estuvo la familia Olaechea Uribe, cuyo hijo Andrés fue padre de Jorge 'Mango' Olaechea. Pero el primer presidente designado fue Roberto Falconí Huasasquiche, quien duró poco; en su lugar fue designado Agustín Bocanegra, empresario con vocación de periodista, bajo cuya batuta se dio impulso inicial al club. Este participó en un inicio en las dos ligas existentes en la ciudad: la Liga Asociativa de Ica y la Liga Federativa de Ica. Ambas, en 1926, se fusionaron para conformar la Liga Distrital de Ica, entre cuyos fundadores estuvo Club Octavio Espinosa. Considerado patrimonio deportivo de los iqueños

### El origen del nombre y su ortografía
Octavio Espinosa Gonzáles fue un periodista nacido en Lima en 1882, quien se dedicó a la aviación civil. A sus 18 años, trabajó durante un tiempo junto a Ricardo Palma en la Biblioteca Nacional. A los 25 años, escribía columnas periodísticas para el diario El Comercio y a los 40 años se inició como piloto. En 1919, sus amigos socios del Club Nacional le regalaron un avión Curtiss JN 4D-2 que llevaba el nombre de Club Nacional en honor a la institución. El 14 de febrero de 1920, murió trágicamente en vuelo víctima de un luctuoso accidente al chocar sobre el fundo Oquendo con el aeroplano del piloto estadounidense Walter A. Pack. Cuenta la tradición oral que Espinosa, en uno de sus vuelos, había llegado a aterrizar en Ica; no obstante, el experimentado y muy reconocido periodista iqueño José Luján, quien ha hecho una minuciosa revisión de los archivos periodísticos del diario La Voz de Ica, señala que no existe registro periodístico de tal suceso, que por su naturaleza habría sido un acontecimiento en la ciudad para la época. Como fuere, el hecho es que al parecer de eso tomaron referencia los vecinos de la calle Paita para bautizar al equipo.
Aun cuando hay ocasionalmente equívoco en la ortografía del nombre del club, y se le escribe "Octavio Espinoza" (con "z" final), el origen de ese nombre, descrito líneas arriba, despeja cualquier duda sobre la ortografía correcta. El club se denomina "Octavio Espinosa" (con "s" final). Al respecto, por la existencia de los apellidos Espinosa y Espinoza con ambas ortografías, en ocasiones se ha escrito erróneamente con "z". Sin embargo, el diario La Voz de Ica recibió en la década de los setenta una carta de don Octavio Espinosa Sánchez, hijo de don Octavio Espinosa Gonzáles, en la que solicitaba una aclaración al respecto pues su apellido se escribía con "s", por lo que entendía que el espíritu de los fundadores había sido respetar eso y por tanto había existido una deformación del nombre del club en la tradición oral. Por tanto, el diario más antiguo de Ica -en una pauta que también sigue DeChalaca.com- escribe el nombre del club como "Octavio Espinosa", aun cuando en algunos documentos oficiales se coloque erróneamente con "z".

### Invitación a la Primera División en 1966
Fue el primer equipo de la ciudad de Ica que participó en Primera División al ser invitado al Campeonato de 1966 debido a la descentralización del torneo, pero la suerte le fue adversa en esa temporada, ya que se ubicó en la penúltima casilla y, por ende, perdió la categoría. Empero, la Federación decidió enviar al cuadro rojo a jugar la Finalísima de la Copa Perú 1967, donde obtuvo el retorno al Descentralizado ese mismo año tras ubicarse segundo luego del Alfonso Ugarte de Chiclín.

### Los primeros pasos
El conjunto rojo de Ica se mantuvo en la categoría hasta el Descentralizado 1971. Durante este periplo, se ubicó en la zona baja de la tabla de posiciones, pero esquivando al fantasma del descenso. Para el torneo de 1968, bajo la batuta del entrenador paraguayo Miguel Ortega, el conjunto iqueño realizó su mejor presentación en Primera División: alcanzó la quinta casilla. En 1970, se ubicó sexto durante la primera parte del Descentralizado e ingreso a la Liguilla por el título. Sin embargo, el sueño de mantenerse en la élite profesional se le vio truncado en 1971, ya que se quedó en la penúltima casilla y sentenció su permanencia en la categoría. Durante su primera experiencia en Primera División, se resalta la presencia de los porteros Mario Tipiani y Fernando Cárpena; los defensas Guillermo Quijandría, Adolfo Donayre, Víctor Gallegos y Demetrio 'Chimango' Mazzo; el volante Antonio Franco y los delanteros Urbano Flores, Ricardo Ormeño y Manuel Mellán.

### En los Campeonatos Regionales
Fue uno de los equipos invitados a formar parte de la Segunda División Peruana 1983 donde llegó a estar puntero pero finalmente no logró el título. 
En 1984 logró integrarse a la Primera División en el inicio de los Campeonatos Regionales del Perú, en la primera etapa del torneo integró la Etapa Regional Metropolitana: en dicha instancia, bajo las órdenes de Hernán Saavedra, el conjunto colorado se ubicó en el último lugar. Al no haber clasificado al Descentralizado, jugó el Torneo Intermedia, donde se enfrentó a los clubes que habían quedado en los primeros lugares de los torneos de Segunda División (en la Zona Metropolitana) o ligas provinciales (en las demás zonas) durante el tramo inicial del año. En 1985, bajo las órdenes de 'Kilo' Lobatón, el rojo se ubicó en la quinta casilla de la Zona Metropolitana y obtuvo el pasaporte para el Torneo Descentralizado; en este certamen, el conjunto iqueño se logró posicionar en la novena ubicación.
En 1986 nuevamente se ubicó en la quinta casilla de la Zona Metropolitana y accedió al Torneo Descentralizado, donde fue encasillado en el Grupo 'C' (quedó en la cuarta ubicación). Al año siguiente, en el campeonato 1987, tras una mala campaña, quedó relegado en el último lugar de la Zona Metropolitana y pasó a jugar el Torneo Intermedia. Al año siguiente, el conjunto rojo alcanzó la segunda casilla del Grupo 'B' de la Zona Metropolitana y obtuvo su pase al Descentralizado 1988; en este torneo, llegó al quinto lugar -tras polémico y extraño triunfo 1-4 sobre Unión Huaral, integrado entonces por varios jugadores ex Espinosa- y logró disputar la Liguilla por el título nacional, en la que llegó a golear 5-2 a Alianza Lima. El hecho más saltante en esta temporada fue la consagración de Alberto 'Cucaracha' Mora como máximo goleador del torneo. El ariete rojo anotó 15 goles a lo largo del certamen.
En la temporada 1989 se ubicó en penúltimo en la Zona Metropolitana - Regional I, mientras que en la Zona Metropolitana - Regional II sólo llegó hasta la novena casilla. En el campeonato siguiente, se volvió a ubicar en la penúltima ubicación del Zona Metropolitana - Regional I, y apenas logró posicionarse en el octavo lugar de la Zona Metropolitana - Regional II. En 1991, Octavio Espinosa ocupó la última casilla del acumulado de la Zona Metropolitana y, al no clasificar al Descentralizado de 1992, se vio relegado a jugar en la Zona II de los Torneos Zonales.
En su última etapa en Primera División se destacó la presencia de los arqueros Eusebio Farfán y Ángel Cornejo; los zagueros Nibardo Aguirre, Frank Ruiz, Octavio Vidales, Julio Jiménez, Arturo Ulloa, y Ever Huamán; los volantes César Romano, y Félix Rubianes; y los atacantes César Oré, Domingo Farfán, Rolando Asseretto y, por supuesto, los hermanos Freddy y Jesús Torrealva.

### Retorno a la liga
En 1992, en el Torneo Zonal II, el conjunto iqueño se logró ubicar en la décima ubicación; mientras que en la Segunda División 1993 ocupó la penúltima casilla y regresó a la Copa Perú. Participó en la Etapa Regional de la Copa Perú 1994 donde superó en la final a Deportivo Cadet y clasificó a la Etapa Interregional para enfrentar a José Gálvez que lo eliminó al vencerlo en ambos partidos y se quedó con el cupo a la Finalísima.
Pese a no poder ingresar siquiera a la Etapa Provincial de Ica, la participación de 'El Solitario del Sur' en 2009 fue aceptable. La campaña la inició con el pie izquierdo, ya que en el debut sucumbió por 1-2 ante Estudiantes de Medicina, luego igualó 1-1 ante Deportivo UNICA, goleó 6-2 al Catalina Buendía de Pecho, y venció por 3-2 y 2-1 al Deportivo Juárez y Juan Cancio Castillo, respectivamente. Después cayó por 1-3 ante Abraham Valdelomar, venció por 2-1 a San Antonio Acomayo, pero tropezó por 1-2 ante Sport Marino. En la recta final, goleó 6-1 al Alfonso Ugarte, igualó 3-3 ante Sport Victoria, fue apabullado 0-5 por Los Ángeles de La Palma, y concluyó su participación goleando 5-2 al Atlético Luren.
En 2012 el equipo, dirigido por Carlos Cortijo, sí había obtenido el primer lugar en la Liga Distrital de Ica. Lamentablemente, un descuido administrativo hizo que en el partido ante José Carlos Mariátegui se incluyera a solo cuatro jugadores oriundos de Ica cuando el mínimo establecido por las bases de Copa Perú para este año es de cinco nacidos en la región. Eso le hizo perder los puntos en mesa y ceder el título al Club Asociación Deportiva Santa María. No obstante, como subcampeón igual ha clasificado a la Etapa Provincial de Ica, en la que el domingo 19 de mayo debutó con un empate 2-2 ante Huracán de Pueblo Nuevo en Los Aquijes.
En la Copa Perú 2016 clasificó como subcampeón departamental a la Etapa Nacional. Terminó en el puesto 15 de la tabla general y jugó el repechaje ante Deportivo Independiente Miraflores al que eliminó por haber quedado mejor ubicado en la tabla general. En octavos de final fue eliminado por Escuela Municipal Binacional por un global de 5-2.
Llegó nuevamente como subcampeón departamental a la Etapa Nacional en la Copa Perú 2019. Tras terminar en puesto 15 de la tabla general de la primera fase, superó en dieciseisavos de final a Deportivo Las Américas pero fue eliminado en octavos de final por Credicoop San Cristóbal con un marcador global de 5-1.
Participó de la Copa Perú 2021 donde fue eliminado en la Fase 1 del torneo por Unión San Martín con el que empató en la ida 0-0 como local y perdió 1-0 como visitante en Pisco.
En 2024 terminó en el último lugar del grupo A de la Liga Distrital de Ica por lo que perdió la categoría.

## Uniforme
- Uniforme titular: Camiseta roja, pantalón blanco, medias rojas.
- Uniforme alternativo: Camiseta blanca, pantalón blanco, medias blancas.

## Estadio
Estadio de fútbol ubicado en la ciudad de Ica en la región del mismo nombre, es uno de los escenarios más pequeños del Perú ya que sólo recibe en sus instalaciones a 8 000 personas, sin embargo es el orgullo del pueblo iqueño.
En el año 2002 se hizo el resembrado total del campo, gracias a un convenio entre en Instituto Peruano del Deporte, la Corporación Backus & Johnston y la Asociación Deportiva de Fútbol Profesional.
En la actualidad este recinto deportivo es utilizado por los equipos iqueños históricos como el club Octavio Espinosa y Sport Victoria que participan en la Copa Perú y Segunda División que buscan ingresar a la Primera División. También cuenta con una cancha auxiliar que sirve como cancha de entrenamiento para algunos equipos que participan en la liga de Ica.

## Sede
El club cuenta con su local propio ubicado en la calle Paita N.º 315 en la ciudad de Ica.

## Rivalidades

### Clásico Iqueño
El tradicional Clásico Iqueño es el que enfrentaba a Octavio Espinosa y Sport San Martín, ambos clubes fundados en los años veinte. El Solitario del Sur ciertamente cuenta con mayor palmarés al haber jugado en Primera División, pero ha mantenido su rivalidad con Sport San Martín en la Liga Distrital de Ica hasta el descenso de este último equipo a la Segunda División distrital.

## Datos del club
- Puesto histórico: 33.º
- Fundación: 21 de mayo de 1923.
- Temporadas en Primera División: 14 (1966-1971; 1984-1991).
- Temporadas en Segunda División: 3 (1983, 1992-1993).
- Mejor puesto en la liga: 5º.
- Peor puesto en primera división: Último (1991)

## Jugadores

### Ídolos
Espinosa, como es natural, tuvo como primeros jugadores representativos a quienes surgieron de la vena de sus fundadores. Así, los hijos de doña Justa Arias, los gemelos Serafín y Alejandro Franco Arias, se encumbraron como los grandes ídolos del club en la década de los cuarenta, junto a su primo Ricardo Flores Arias. Posteriormente, en los sesenta, el club tuvo en sus filas al jugador iqueño más famoso de la historia: Adolfo Donayre, el 'Caballero del Deporte', quien había surgido en el Sport Bolognesi y luego de brillar en Centro Iqueño, Alianza Lima y Sporting Cristal jugó en Espinosa en Primera para retirarse de las canchas con sedas rojas en la Finalísima de Copa Perú de 1973.
Entre la camada más próxima, indiscutible recuerdo dejaron en la segunda etapa espinosista en Primera los hermanos Jesús y Freddy Torrealva, quienes posteriormente acabaron transferidos a Universitario. Sin embargo, ambos, por ser pisqueños de nacimiento, no tienen tanto impacto entre los hinchas rojos como un nativo de la ciudad: 'Miguelón' Martínez García, quien jugó en el equipo cuando este no estuvo en el Descentralizado, en los años setenta.

## Entrenadores
- Pablo Augusto Parra Rojas (1966)
- Miguel Ortega (1967-1968)
- Fernando Cárpena (1969)
- Carlos Aparicio (1970)
- Diego Agurto (1970)
- Daniel Ruiz (1971)
- Pablo Augusto Parra Rojas (1979)
- Víctor Lobatón (1980)
- Hernán Saavedra (1984)
- Raúl Martínez (1988)
- Javier Arce (1989)
- José Marín Lara (1990)
- Oswaldo Arce (1991)
- Raúl Martínez (1991)
- César Oré (2001)
- Juan Vidales (2011)
- Carlos Cortijo (2012-2013)
- Pedro Moisés Franco Donayre (2015)
- Alfonso Koc (2016)
- Eusebio Salazar (2017)
- Juan Elías Chumpitaz Rivera (2017)
- César Wilfredo Romano Franco (2018)
- Octavio Vidales (2018)
- Pedro Miranda (2019)
- Germán Carty (2019)
- Pedro Moisés Franco Donayre (2020)
- Gerardo Calero (2021-2022)
- César Wilfredo Romano Franco (2023-2024)

## Palmarés

### Torneos nacionales
| Competición nacional | Títulos | Subcampeonatos |
| -------------------- | ------- | -------------- |
| Copa Perú (0/1)      |         | 1967.          |

### Torneos regionales
| Competición regional                     | Títulos | Subcampeonatos                                        |
| ---------------------------------------- | --- | ----------------------------------------------------- |
| Etapa Regional - Región Centro, IV (3/0) | 1967, 1973, 1994. |                                                       |
| Liga Departamental de Ica (5/3)          | 1972, 1973, 1978, 1979, 1981. (Récord compartido) | 1980, 2016, 2019.                                     |
| Liga Provincial de Ica (6/2)             | 1978, 1979, 1981, 2012, 2013, 2019. | 2016, 2022.                                           |
| Liga Distrital de Ica (25/9)             | 1939, 1940, 1941, 1942, 1943, 1945, 1947, 1948, 1949, 1950, 1951, 1952, 1953, 1955, 1956, 1961, 1962, 1963, 1964, 1965, 1972, 1973, 1977, 2014, 2018. (Récord) | 1946, 1954, 2010, 2012, 2013, 2016, 2019, 2022, 2023. |